# Унэливаям
Унэливаям — река на северо-западе Камчатского края в России.
Длина реки — 18 км. Протекает по территории Пенжинского района Камчатского края. Впадает в залив Маметчинский Пенжинской губы Охотского моря.

## Данные водного реестра
По данным государственного водного реестра России относится к Анадыро-Колымскому бассейновому округу.